# Dick Posthumus

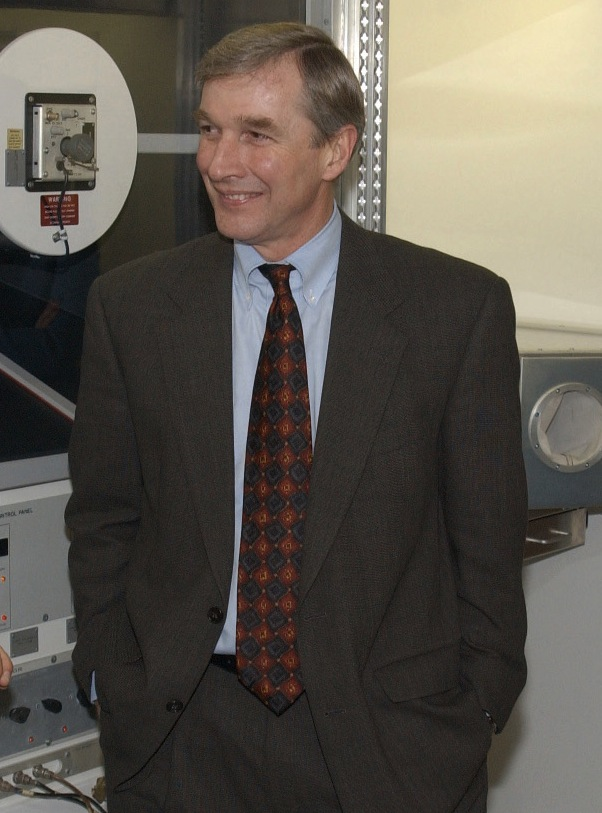
Dick Posthumus (2002)

Richard „Dick“ Posthumus (* 19. Juli 1950 in Alto, Kent County, Michigan) ist ein US-amerikanischer Politiker. Zwischen 1999 und 2003 war er Vizegouverneur des Bundesstaates Michigan.

## Werdegang
Dick Posthumus wuchs auf einer Farm auf und studierte dann an der Michigan State University unter anderem Landwirtschaft. In dieser Branche wurde er dann auch als Farmer tätig. Politisch schloss er sich der Republikanischen Partei an. In den Jahren 1972 und 2000 nahm er als Delegierter an den Republican National Conventions teil, auf denen Richard Nixon bzw. George W. Bush als Präsidentschaftskandidaten nominiert wurden. Zwischen 1983 und 1998 saß er im Senat von Michigan. Seit 1991 leitete er dort die republikanische Fraktion.
1998 wurde Posthumus an der Seite von John Engler zum Vizegouverneur von Michigan gewählt. Dieses Amt bekleidete er zwischen 1999 und 2003. Dabei war er Stellvertreter des Gouverneurs und Vorsitzender des Staatssenats. Im Jahr 2002 kandidierte er erfolglos für das Amt des Gouverneurs. 2006 wurde er Vorstandschef der Firma Compactico. Seit 2010 fungiert er auch als Berater für den neuen Gouverneur Rick Snyder. Mit seiner 2010 verstorbenen Frau Pam hat er vier erwachsene Kinder.